# Spathiphyllum floribundum
Spathiphyllum floribundum är en kallaväxtart som först beskrevs av Jean Jules Linden och Éduard-François André, och fick sitt nu gällande namn av Nicholas Edward Brown. Spathiphyllum floribundum ingår i släktet Spathiphyllum och familjen kallaväxter. Inga underarter finns listade.

## Bildgalleri

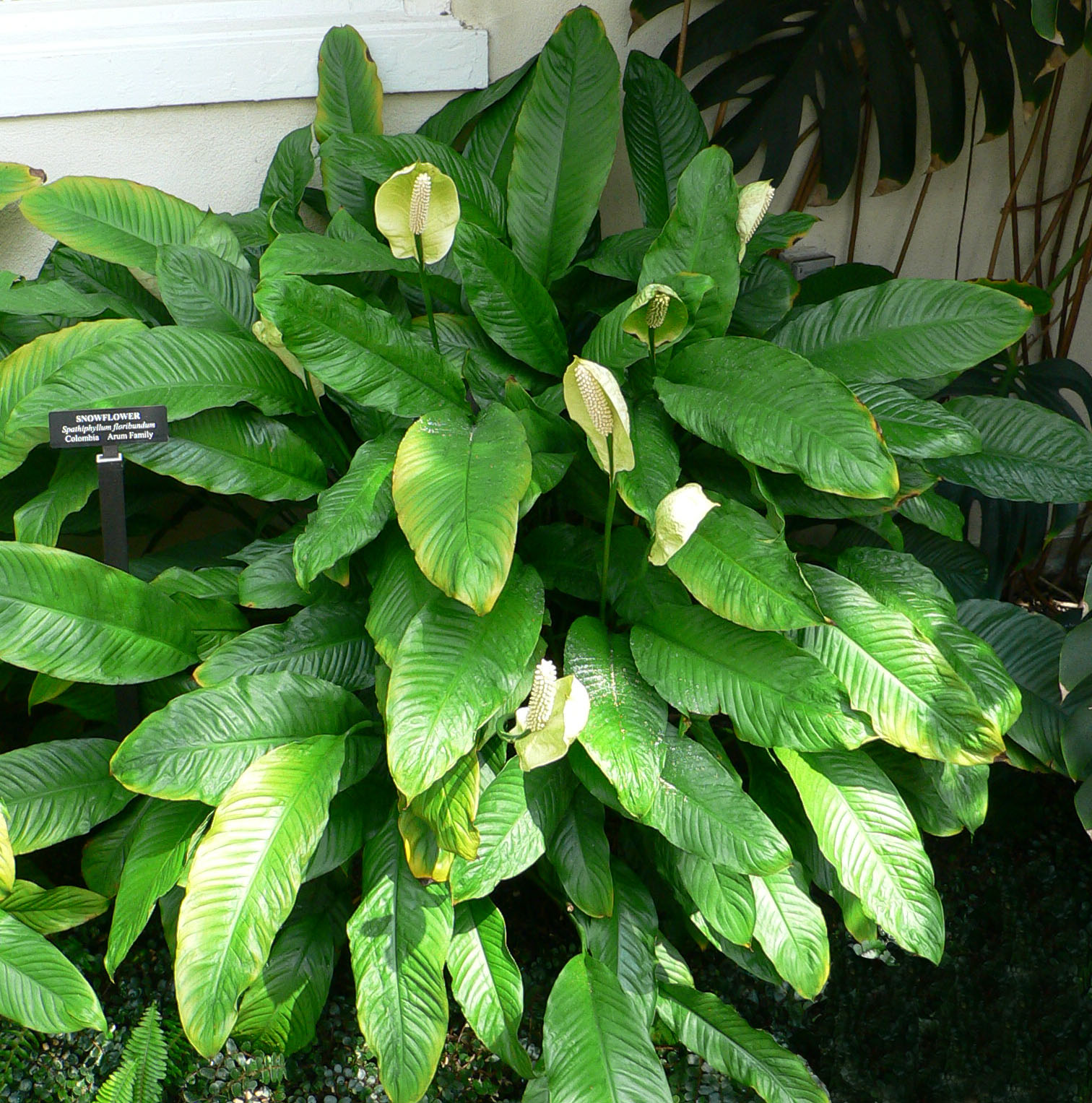